# Theologisches Konvikt Berlin
Koordinaten: 52° 31′ 44″ N, 13° 23′ 26,7″ O
Das Theologische Konvikt Berlin (ehemals Sprachenkonvikt Berlin) ist ein Berliner Studierendenwohnheim. Seit 2018 wird es von der Hilfswerk-Siedlung GmbH betrieben. Die 2018 gegründete „Gemeinschaft des Theologischen Konvikts Berlin e. V.“ führt die Tradition des Hauses fort.
Es befindet sich in der Borsigstraße in Berlin-Mitte in unmittelbarer Nachbarschaft zur Golgathakirche der Evangelischen Kirchengemeinde am Weinberg. In den Räumlichkeiten des Theologischen Konvikts ist auch die Evangelische Studierendengemeinde Berlin mit Notfonds und Stube untergebracht. Das Gebäudeensemble steht in der Berliner Baudenkmalliste. Das ehemalige Sprachenkonvikt Berlin wird im Roman Machandel von Regina Scheer aus dem Jahr 2014 erwähnt.

## Leben im Konvikt
Das Leben in diesem Konvikt ist besonders gekennzeichnet durch interkulturelles (Bewohner aus allen Kontinenten) und interkonfessionelles (orthodox, reformiert, lutherisch, römisch-katholisch) / interreligiöses (christlich, muslimisch und jüdisch) akademisches und nicht-akademisches Lernen. Diese Lerneffekte ergeben sich unter anderem durch die gemeinsame Nutzung der Flurküchen und durch Hausübungen zu unterschiedlichsten Themen und Anlässen.
Den festen Rahmen eines Semesters bilden selbst gestaltete Gottesdienste zu Semesterbeginn und -ende in der Golgathakirche. Die Studierenden regeln viele Angelegenheiten selbst und wählen dafür regelmäßig eine Vertretung, das Seniorat, bestehend aus drei Prosenioren und einem Senior. Das Seniorat führt unter anderem jedes Semester zwei Vollversammlungen der Bewohner durch. Dort werden hausinterne Angelegenheiten basisdemokratisch geregelt, wie beispielsweise die Neubesetzung der ehrenamtlichen Tätigkeiten im Haus.
Hauptamtlich arbeitet im Konvikt momentan als Ephorus der Pfarrer Volker Jastrzembski.
Vielen Gemeinschaftsräume, Kellerräume, der Kneipenkeller und eine Werkstatt bieten weiteren Platz zum Feiern oder zum Üben von Musikinstrumenten.

## Geschichte
1878 ließen Sophie und Adolph Loesche, ein Ehepaar aus dem Berliner Großbürgertum, das Waisenhaus „Zoar“ auf dem Gelände der Borsigstraße 5 errichten. Ihre Arbeit zielte auf die bestmögliche Ausbildung und christliche Bildung von Waisenmädchen und weiblichen Angestellten, um deren soziale Situation zu verbessern. Ab 1882 wurde die Arbeit von Pfarrer Johannes Burckhardt weitergeführt und erheblich ausgeweitet. Nach Plänen von Regierungsbaumeisters Otto March entstand das Marienheim I als sozial-diakonisches Zentrum für alleinstehende Frauen mit Wohnheim, Haushaltsschule und Stellenvermittlung.
Von 1920 bis 1950 wurde das Haus von verschiedenen evangelischen Trägern als Studentenwohnheim betrieben. Von 1950 bis 1991 war hier das „Sprachenkonvikt“ untergebracht, eine theologische Ausbildungsstätte der evangelischen Kirche, an der außerhalb der staatlichen Universitäten und der staatlichen Kontrolle ein Theologiestudium absolviert werden konnte. Dank diesem intellektuellen Freiraum wurde das Sprachenkonvikt in den 1980er Jahren zu einer Schule der Demokratie und zu einem der intellektuellen Zentren kritischen Denkens in der DDR. In Erinnerung an die theologische und politische Freiheitsgeschichte des „Sprachenkonvikts“ und zugleich als Verpflichtung für die Zukunft des Theologischen Konvikts wurde 2017 auf der Borsigstraße eine Gedenkstele errichtet.
Neben anderen haben folgende Personen im Konvikt gelebt und studiert bzw. gelehrt:
- Eduard Berger
- Rüdiger Bernhardt
- Hans-Gebhard Bethge
- Christoph Demke
- Christoph Dieckmann
- Hans-Peter Gensichen
- Martin Gutzeit
- Martin Herche
- Ingolf Hübner
- Eberhard Jüngel
- Dieter Kaiser
- Matthias Köckert
- Thomas Koppehl
- Wolf Krötke
- Karsten Laudien
- Markus Meckel
- Jes Möller
- Steffen Reiche
- Wolfgang Rüddenklau
- Richard Schröder
- Stephan Steinlein
- Wolfgang Ullmann
- Dieter Vieweger
- Friedrich Winter

Von 2010 bis 2018 ist der Förderverein „Konvikt Borsigstraße 5 e. V.“ für die Erhaltung und Profilierung des Theologischen Konvikts eingetreten. Seine Arbeit wird seitdem von der gemeinnützigen „Gemeinschaft des Theologischen Konvikts Berlin e. V.“ fortgeführt. Seit Juni 2023 kooperiert der neue Verein mit der Evangelischen Kirchengemeinde am Weinberg und der Evangelischen Studierendengemeinde unter dem gemeinsamen Label „Himmlische Höfe“.